# Лю Цзеї
Лю Цзеї (кит.: 刘结一) — китайський дипломат. Постійний представник Китайської Народної Республіки при ООН (з 2013), Надзвичайний і Повноважний посол..

## Біографія
Народився в грудні 1957 року в Пекіні. У 1981 закінчив Пекінський університет іноземних мов.
У 1981—1987 — працював перекладачем в офісі ООН в Женеві.
У 1987—1994 — третій секретар, потім заступник директора Департаменту міжнародних організацій і конференцій, Міністерство закордонних справ Китайської Народної Республіки
У 1994—1995 — радник в Департаменті міжнародних організацій і конференцій, МЗС КНР
У 1995—1998 — радник Постійного представництва КНР при ООН
У 1998—2001 — заступник генерального директора Департаменту міжнародних організацій і конференцій, МЗС КНР
У 2001—2005 — генеральний директор Департаменту контролю над озброєннями, МЗС КНР
У 2005—2006 — генеральний директор Департаменту міжнародних організацій і конференцій, МЗС КНР
У 2006—2007 — генеральний директор Департаменту у справах Північної Америки і Океанії, МЗС КНР
У 2007—2009 — помічник міністра, МЗС КНР
У 2009—2013 — віце-міністр Міжнародного департаменту Центрального комітету Комуністичної партії Китаю
З 2013 року — Постійний представник КНР при ООН в ранзі надзвичайного і повноважного посла КНР в ООН.